# Antoine Depage
Antoine Depage (n. Watermael-Boitsfort, 28 de noviembre de 1862-† La Haya, 10 de agosto de 1925) fue un cirujano belga, fundador y presidente de la Cruz Roja de Bélgica, y uno de los fundadores del movimiento scout en su país. 
Depage se casó con Marie Picard en 1893 y tuvieron tres hijos. Marie Depage murió el 7 de mayo de 1915 en el hundimiento del RMS Lusitania, cuando fue torpedeado por un submarino alemán.

## Medicina
Depage estudió medicina en la Universidad Libre de Bruselas (ULB), y se graduó en 1887. Se convirtió en uno de los fundadores y el primer secretario de la Sociedad Internacional de Cirugía (1902-1912).
En 1903 se fundó un instituto de cirugía, el Instituto Berkendael, donde Edith Cavell fue una de sus enfermeras. 
Durante la Primera Guerra Mundial Depage estableció el hospital militar de L'Océan en De Panne. Se convirtió en el primer jefe del departamento de cirugía del hospital Brugmann (1923).
Además Antoine Depage era masón y miembro del Gran Oriente de Bélgica.